# Lustenek
Lustenek (též Děkanský dvůr) u Rudolfova (na katastrálním území obce Hlincová Hora) je renesanční dvůr či zámeček postavený na konci 16. století. Díky své zachované hmotové dispozicí je dodnes mimořádně hodnotnou památkou renesanční architektury na Českobudějovicku. Je chráněn jako kulturní památka České republiky.

## Popis a historie
Lustenek v letech 1581 až 1583 nechal vybudovat správce solního skladu v Budějovicích Georg Pirchinger z Lustenecku a podle svého predikátu nové sídlo nazval. Dostal se však do sporu s budějovickým děkanstvím, na jehož pozemcích sídlo stálo. Pirchinger sice od roku 1579 pozemky i s domky vykoupil od havířů a jejich pozůstalých, ti však byli pouhými nájemci. Honosný renesanční dvůr s obytnými i hospodářskými budovami byl čtvercového půdorysu.
Po Pirchingerovi se v roce 1601 majitelem Lustenku stal těžař Wolf Hölzl, královský hormistr v Rudolfově, a po něm v roce 1606 jeho bratr Kašpar Wölfl, rudolfovský císařský lesmistr. Za Wolfa Hölzla se zámeček krátce stal útočištěm deseti bohatých rodin vyhoštěných luteránů ze Štýrska a Korutan. Po stížnosti představitelů katolického města České Budějovice v roce 1602 tito luteráni z Lustenku odešli, někteří z nich se však v Rudolfově usadili natrvalo a vedli zde i své podnikání. Kašpar Hölzl vlastnil zámeček až roku 1619, kdy byl dvůr stejně jako celý Rudolfov na začátku třicetileté války vypleněn. Lustenek byl jako luteránský majetek zkonfiskován, Baltazar Marradas jej nechal opravit a roku 1622 přešel do vlastnictví českobudějovického děkanství, čímž se vyřešil spor o vlastnictví pozemku. Objekt poté sloužil jako hospodářské zázemí zdejšímu pozemkovému majetku děkanství a příležitostné venkovské sídlo děkanů, proto byl nazývaný též Děkanský dvůr. V letech 1707-22 došlo k barokní přestavbě, při níž bylo přistavěno jižní (čelní) křídlo budovy s nástavbou sýpky a domácí kaple a naopak byla zazděna původními sgrafity zdobená brána s menší boční brankou pod nimi. V obytné budově bydlel šafář a někteří nájemci.
Roku 1828 dvůr vyhořel a následnou klasicistní úpravou o rok později získal současnou podobu, která je oproti původnímu vzhledu více hospodářského charakteru. Bylo sneseno první patro nad jižním křídlem s kaplí a sýpkou, dřevěné vnější schody s ochozem byly nahrazeny za vnitřní a dvůr dostal novou fasádu. V roce 1948 byl dvůr jako církevní majetek zkonfiskován státem. V roce 1954 byl předán do vlastnictví Státních lesů, od roku 1988 sloužil jako sklad obchodní organizace Drobné zboží. Posledními obyvateli dvora byli příslušníci rodiny hajného Šťástky. Po neúspěšné privatizaci Drobného zboží v 90. letech 20. století byl udržován pod správou státu jako nárokovaný majetek katolické církve a v roce 2014 byl vrácen českobudějovické diecézi. O dalším využití zámečku chce českobudějovické biskupství jednat s vedením obce Hlincová Hora.

## Další fotografie

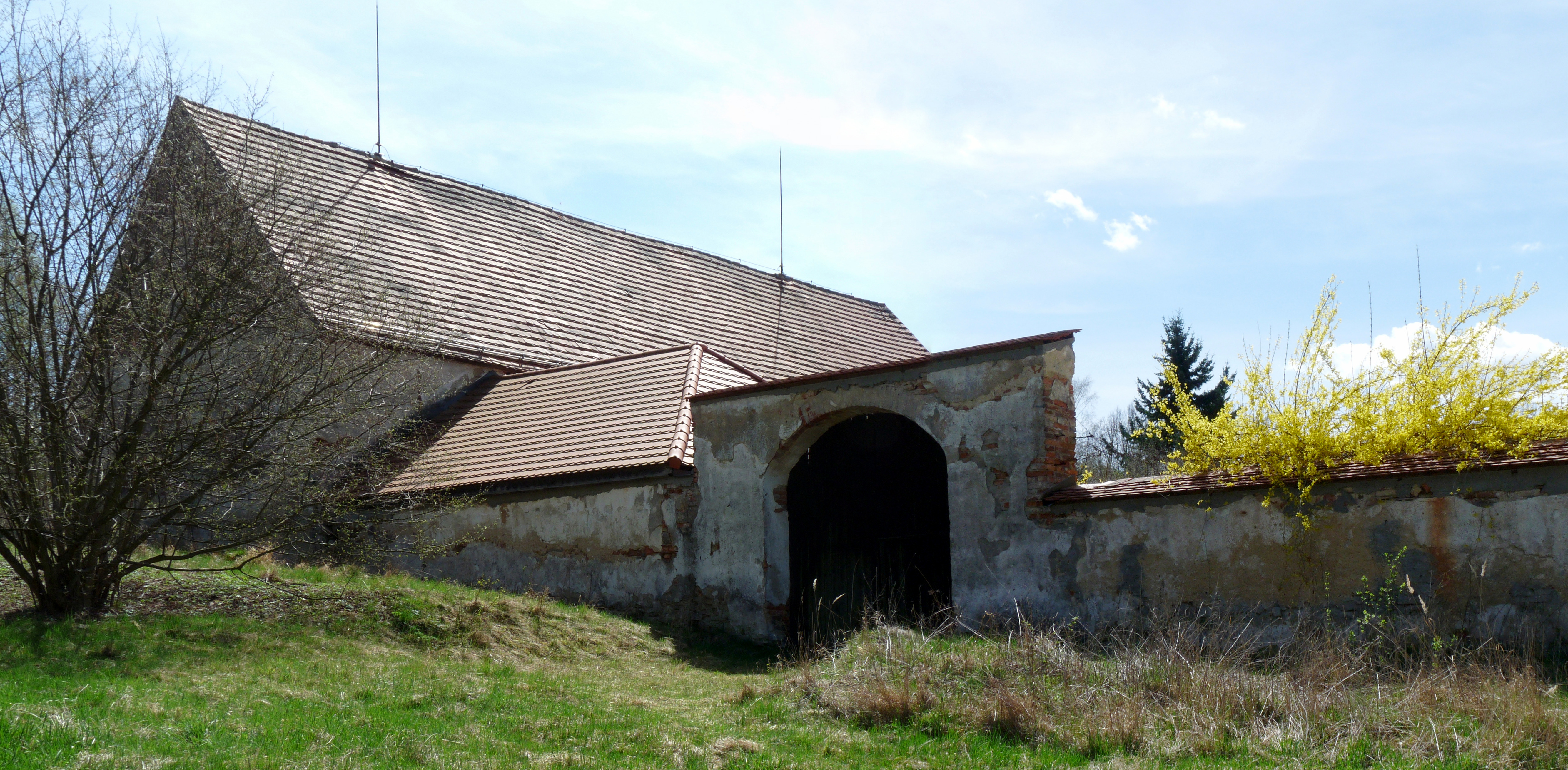
Severovýchodní průčelí
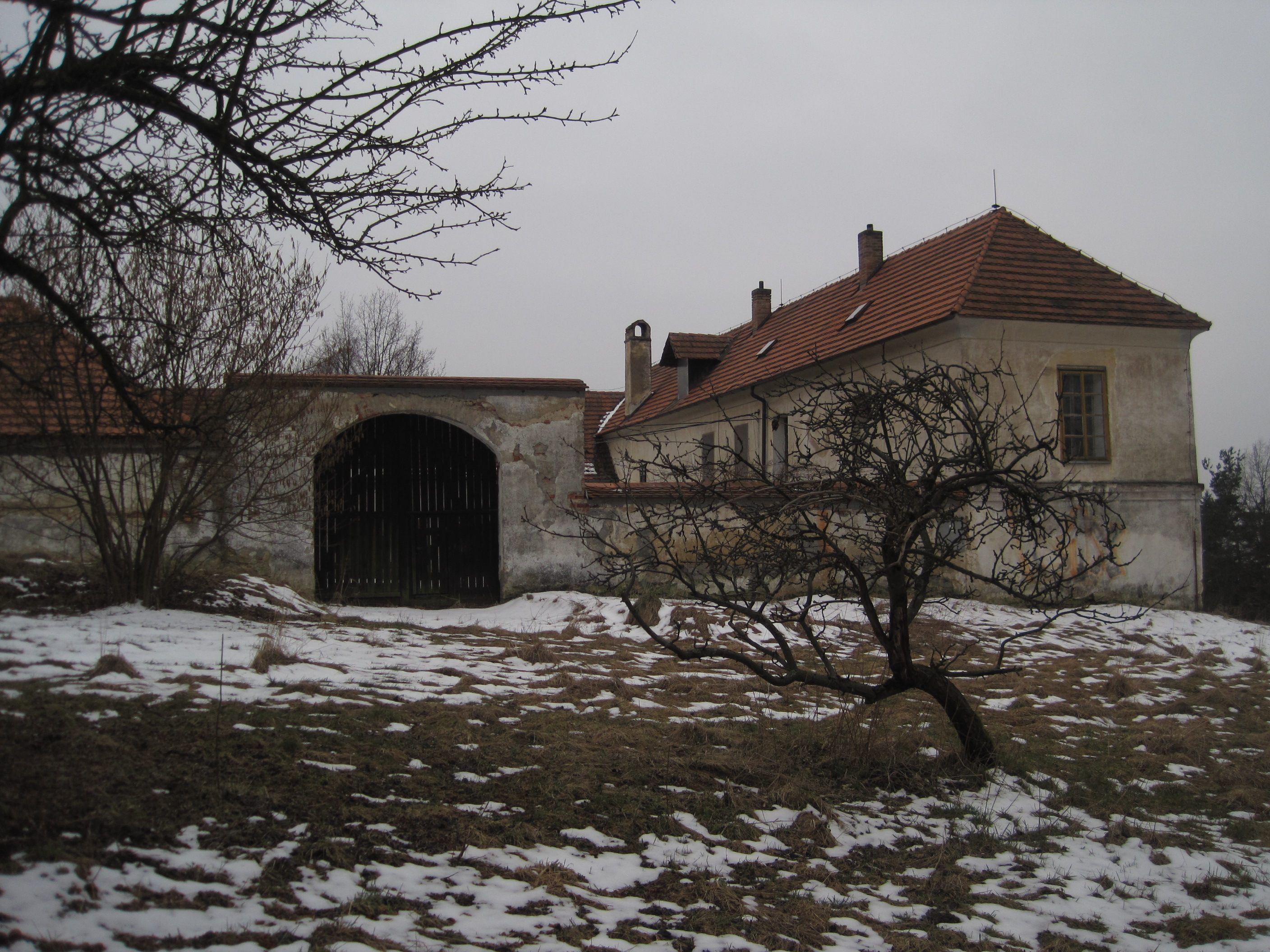
Severovýchodní průčelí v zimě
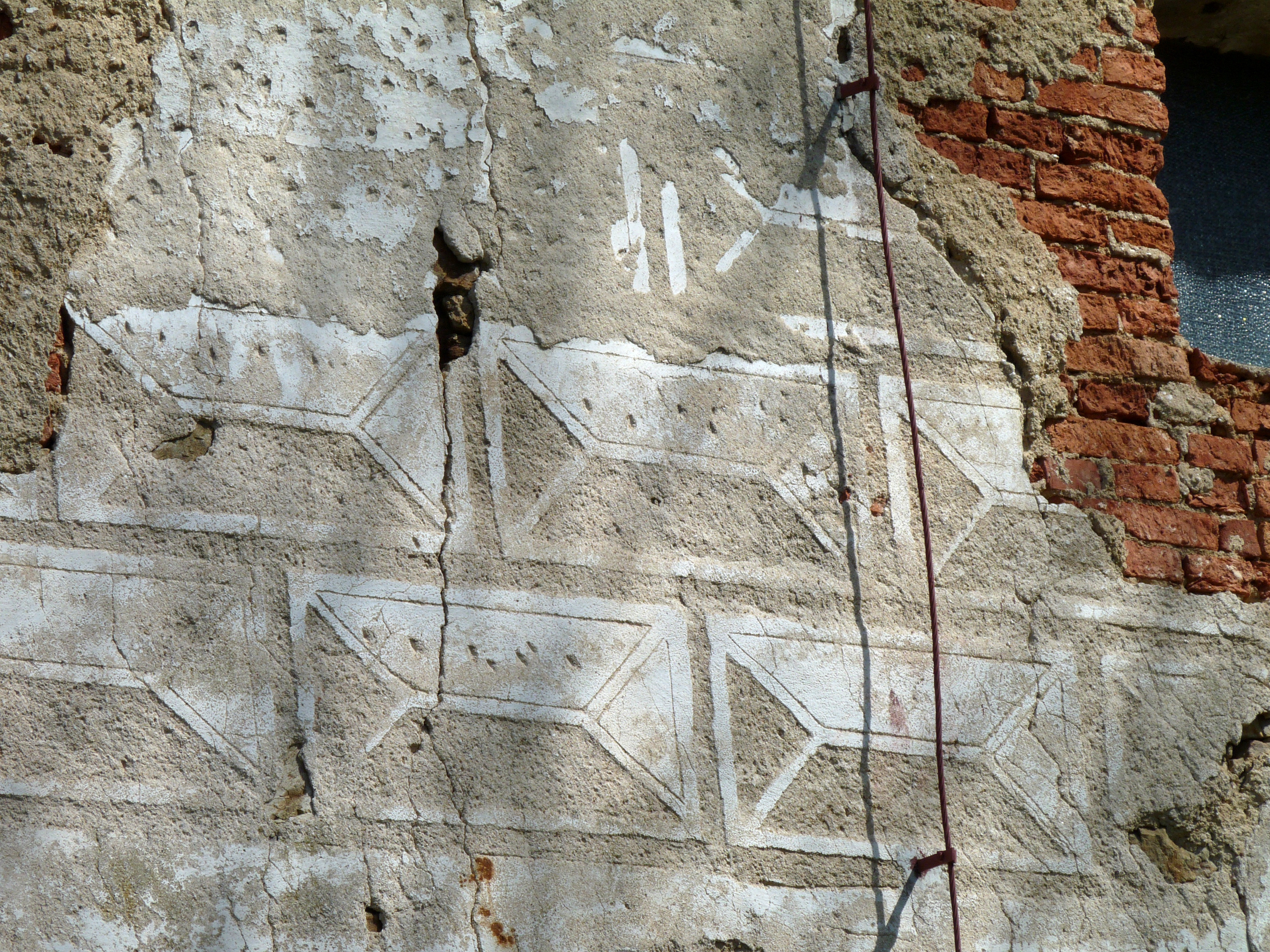
Detail psaničkového sgrafita
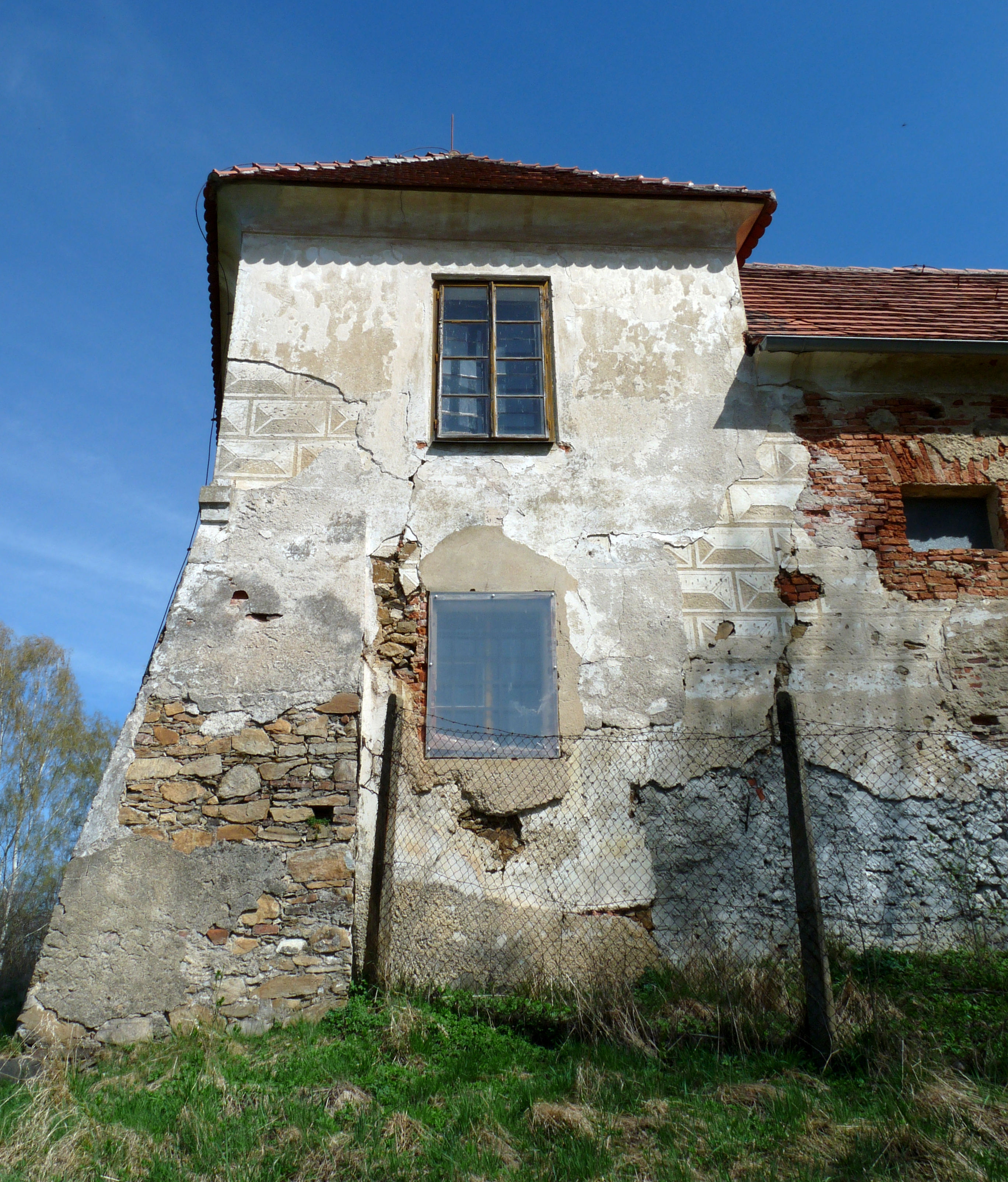
Jižní nároží